# Eirik Greibrokk Dolve
Eirik Greibrokk Dolve (ur. 5 maja 1995) – norweski lekkoatleta specjalizujący się w skoku o tyczce.
W 2012 nie przebrnął przez eliminacje podczas mistrzostw świata juniorów w Barcelonie. Juniorski mistrz Europy z Rieti (2013). Złoty medalista mistrzostw Norwegii oraz reprezentant kraju na drużynowych mistrzostwach Europy.
Rekordy życiowe: stadion – 5,66 (22 czerwca 2016, Praga); hala – 5,56 (24 stycznia 2018, Tartu).

## Osiągnięcia
| Rok  | Impreza                                 | Miejsce    | Pozycja           | Wynik |
| ---- | --------------------------------------- | ---------- | ----------------- | ----- |
| 2012 | Mistrzostwa świata juniorów             | Barcelona  | el. – 22. miejsce | 4,95  |
| 2013 | Superliga drużynowych mistrzostw Europy | Gateshead  | 10. miejsce       | 5,20  |
| 2013 | Mistrzostwa Europy juniorów             | Rieti      | 1. miejsce        | 5,30  |
| 2014 | Mistrzostwa świata juniorów             | Eugene     | 9. miejsce        | 5,30  |
| 2015 | Halowe mistrzostwa Europy               | Praga      | el. – 17. miejsce | 5,25  |
| 2015 | Superliga drużynowych mistrzostw Europy | Czeboksary | 5. miejsce        | 5,45  |
| 2015 | Młodzieżowe mistrzostwa Europy          | Tallinn    | 4. miejsce        | 5,40  |
| 2016 | Mistrzostwa Europy                      | Amsterdam  | el. – 24. miejsce | 5,15  |
| 2017 | I liga drużynowych mistrzostw Europy    | Vaasa      | 2. miejsce        | 5,30  |
| 2017 | Młodzieżowe mistrzostwa Europy          | Bydgoszcz  | 11. miejsce       | 5,20  |
| 2018 | Mistrzostwa Europy                      | Berlin     | el. – 17. miejsce | 5,36  |